# Éclipse lunaire du 15 juillet 1916
| Éclipse partielle de Lune du 15 juillet 1916                                                                            | Éclipse partielle de Lune du 15 juillet 1916 |
| --- | -------------------------------------------- |
| Schéma de l'évolution de l'éclipse, tandis que la Lune passe de droite (Ouest) à gauche (Est) dans l'ombre de la Terre. |                                              |
| Gamma | -0,5956                                      |
| Magnitude | 0,7944                                       |
| Localisation | Antarctique                                  |
| Saros (membre de la série)                                                                                              | 118 (46 sur 74)                              |
| Durée (h:min:s) |                                              |
| Phases partielles | 2 h 52 min 30 s                              |
| Phases pénombrales | 4 h 52 min 24 s                              |
| Contacts (UTC) |                                              |
| P1 | 02:19:36                                     |
| U1 | 03:19:33                                     |
| Maximum | 04:45:49                                     |
| U4 | 06:12:03                                     |
| P4 | 07:12:00                                     |
| |                                              |

Une éclipse lunaire partielle a eu lieu le samedi 15 juillet 1916. La Lune était fortement cachée dans l'ombre lors de cette éclipse partielle profonde qui a duré 2 heures et 53 minutes, avec 79 % de la Lune dans l'ombre au maximum.

## Observations
L'équipe de la mer de Ross était une composante de l'expédition impériale transantarctique de Sir Ernest Shackleton en 1914-1917. Cinq hommes étaient bloqués non loin du cap Evans. Il y avait de la glace de mer entre eux et de la cabane du cap Evans, qui était relativement sécurisé. Le 8 mai, deux des hommes, Aeneas Mackintosh et Victor Hayward, décidèrent de tenter d'atteindre la cabane. Peu de temps après leur départ, une tempête de neige se leva. Lorsque le temps s'est éclairci, les hommes restants ont essayé de les rechercher, mais ils se sont rendu compte que la glace était beaucoup trop mince pour être traversée et que leurs amis avaient été perdus. Ils savaient désormais qu’ils devaient attendre une glace plus épaisse et la pleine lune pour tenter la traversée. La pleine lune était essentielle, car pendant la nuit polaire, la lune est la seule source de lumière naturelle autre que la lumière extrêmement faible des étoiles.
La météo n’a pas été clémente lors de la pleine lune de juin, mais le 15 juillet, tout semblait être parfait : un temps calme, une glace épaisse, un ciel clair et une pleine lune. Les hommes ont commencé leur voyage le matin. Mais lorsque la lune s'est levée, les hommes ont été surpris de constater qu'elle était sur le point d'être éclipsée.
Ernest Wild écrira plus tard :

« "I thought we were going to be left in darkness but a very little bit of the rim remained to light us..." »

Bien que l'éclipse ait duré quelques heures, les hommes ont eu de la chance car il ne s'agissait que d'une éclipse partielle. Ils atteignirent le cap Evans plus tard dans la journée.